# 4931 Tomsk
4931 Tomsk este un asteroid din centura principală, descoperit pe 11 februarie 1983 de Henri Debehogne și Giovanni de Sanctis.